# Паулс, Раймонд Волдемарович
О́яр-Ра́ймонд Волдема́рович Па́улс (латыш. Ojārs Raimonds Pauls; род. 12 января 1936, Рига) — советский и латвийский композитор, дирижёр, пианист; народный артист СССР (1985). Лауреат премии Ленинского комсомола (1981). Министр культуры Латвии (1989—1993), советник Президента Латвии по культуре (1993—1998).
Широко известен в России и других странах Восточной Европы как автор популярных песен в исполнении Аллы Пугачёвой, Лаймы Вайкуле, Валерия Леонтьева и других эстрадных исполнителей, получивших известность в советское время.

## Биография
Раймонд Паулс родился 12 января 1936 года в Риге, в микрорайоне Ильгюциемс, в немецко-латышской семье Волдемара и Алмы-Матильды Паулсов — стеклодува и вышивальщицы жемчугом. Его отец был музыкантом-любителем: в самодеятельном оркестре «Михаво» играл на ударных инструментах.
Паулс запомнил ужасы войны: советских военнопленных, которых гнали по рижским улицам и которым дети пытались сунуть хлеб в руки, евреев со звёздами Давида на одежде, бомбёжки. Когда Ригу освободили, в городе осталось много неразорвавшихся снарядов. Раймонд с соседскими мальчишками устроил эксперимент с таким снарядом, который поставили на открытую плиту и стали наблюдать. От яркой вспышки мальчик получил тяжёлый ожог лица. От уродства его спас майор Красной Армии, поспешивший нанести на обожжённое лицо какую-то жёлтую мазь, а потом оставил баночку с мазью матери мальчика. «Через несколько месяцев я сам снимал с лица омертвевшую кожу. Все сошло. И ещё долго кожа лица становилась синей, как только наступала прохлада», — вспоминал Паулс.
Уже в детстве играл на фортепиано. С трёх лет посещал детский сад 1-го музыкального института, где и началось его музыкальное образование. В 10 лет поступил в музыкальную школу при Латвийской консерватории — Рижскую музыкальную школу им. Э. Дарзиня, где учился в том числе у Николая Дауге. По окончании школы, в 1953—1958 годах учился в Латвийской консерватории (ныне Латвийская музыкальная академия имени Язепа Витола), у профессора Германа Брауна по классу фортепиано. С 1962 по 1965 год снова обучался в Латвийской консерватории, уже на отделении композиции под руководством Я. Иванова.
Уже в то время проявил себя как превосходный исполнитель на фортепиано. Параллельно с учёбой работал пианистом в эстрадных оркестрах профсоюзных клубов автодорожников и медработников, концертмейстером в филармонии. Играл в ресторанах, изучив джазовых классиков и современные песни. Свою первую музыку писал для Театра кукол Латвийской ССР и Театра драмы Латвийской ССР им. А. Упита (ныне Латвийский Национальный театр).
После окончания консерватории в 1958 году работал в Рижском эстрадном оркестре Латвийской филармонии, выступал с концертами в Грузии, Армении, Украине, за рубежом. С 1964 по 1971 год — художественный руководитель этого оркестра. С 1967 года — член Союза композиторов Латвийской ССР. Член Союза кинематографистов Латвийской ССР.
Благодаря министру культуры Латвийской ССР Владимиру Каупужу песни Паулса с 1970 года вошли в репертуар Вселатвийского праздника песни и танца. На первое предложение министра написать сочинение специально для праздника Паулс ответил шуткой — мол, он не любитель помпезного жанра, однако Министерство культуры без согласия композитора взяло его песню «Лиепае» и заказало аранжировку для мужского хора под обобщённым названием «Моему городу». Паулс пришёл на репетицию и ему так понравилась аранжировка и то, с какой любовью исполняется его песня, что для юбилейного праздника 1973 года он уже специально написал торжественную песню «Моей родине» на стихи Яниса Петерса. Она имела большой успех и была исполнена на бис дважды.
Широкая известность имела не только положительные последствия: в середине 1970-х годов серийный убийца Юрий Криницын угрожал убить Паулса и вымогал у него 17 тысяч рублей. Паулс участвовал в задержании преступника.
С 1973 по 1978 — художественный руководитель инструментального ансамбля «Модо».
C 1978 по 1982 — дирижёр Оркестра лёгкой и джазовой музыки Латвийского радио и телевидения. Первый музыкант, выступивший в «Музыкальной паузе» телеигры «Что? Где? Когда?» в январе 1979 года. C 1982 по 1988 год — главный редактор музыкальных передач Латвийского радио. Специально для музыкального оформления прогноза погоды информационной программы советского телевидения «Время» композитором была написана инструментальная композиция «Пасмурная погода».
В 1986 году по его инициативе был организован Международный конкурс молодых исполнителей популярной музыки «Юрмала», просуществовавший до 1992 года.

Скульптурный портрет Раймонда Паулса

Несмотря на то, что в советское время Паулс не был членом Компартии Латвии, он избирался депутатом Верховного Совета Латвийской ССР 11-го созыва (1985—1989). Позднее стал народным депутатом СССР (1989—1991) от Народного фронта Латвии.
C 1988 года — председатель Государственного комитета Латвийской ССР по культуре, с 1989 по 1991 год — министр культуры Латвийской ССР в последнем советском правительстве Латвийской ССР под руководством В.-Э. Бресиса. C 1991 по 1993 год — министр культуры Латвии в кабинете Ивара Годманиса. В 1992 году распоряжением Паулса был закрыт рижский Театр юного зрителя под руководством видного режиссёра Адольфа Шапиро, ликвидирована русская труппа, а затем и окончательно закрыт Рижский государственный театр оперетты.
В 1993 году вступил в партию «Латвийский путь» и стал советником президента Латвии Г. Улманиса по культуре (в должности до 1998 года). С 1994 по 1995 год — художественный руководитель и главный дирижёр джаз-оркестра (биг-бэнда) Латвийского радио и телевидения.
В 1998 году участвовал в создании Новой партии, стал её первым председателем и был избран в 7-й Сейм по её списку. В 1999 году выдвигался на пост Президента Латвии, однако снял кандидатуру. В 2000 году вышел из Новой партии, а в 2002 и 2006 годах был избран в 8-й и 9-й Сейм уже от Народной партии. Во время работы 8-го Сейма выступил с трибуны только один раз. На выборы в 10-й Сейм композитор свою кандидатуру не выдвигал и от политической деятельности отошёл.
«Я был депутатом. Я видел, как политика меняла людей. И даже отношение ко мне было иным: пока я был там и после того, как ушёл из политики. Как будто бы я стал другим человеком. А я ведь был таким же. Но мы в этом Сейме сидели компанией двух-трёх интеллигентов, и от нас не было никакого толку. Разве что зарплата депутата во времена всех тех переворотов была стабильной. Вот такой личный плюс», — признавал Паулс.
В 2002 году, совместно с Игорем Крутым, инициировал Международный конкурс молодых исполнителей популярной музыки «Новая волна» (Юрмала). В 2010-х выступал в основном как пианист, в том числе с симфоническим оркестром, в основном в Латвии.

6 июля 2010 года Президент Российской Федерации Дмитрий Медведев подписал указы о награждении латвийских деятелей искусства, в том числе и Раймонда Паулса орденом Почёта с формулировкой «за большой вклад в укрепление и развитие российско-латвийских культурных связей и популяризацию русского языка в Латвии». Эта награда совпала с попыткой введения ограничений на вещание на негосударственных языках (в том числе русском). Сам же Паулс заявил: 
Я немного владею русским языком, и, видимо, это было отмечено.
Был членом редакционного совета журнала «Детектив и политика».

## Семья
Бабушка Раймонда Паулса по отцовской линии, Александра (урождённая Четынник), была сербкой. Один его дядя, Василий, ушёл в 1941 году с Красной Армией и погиб в боях под Наро-Фоминском, другой дядя был мобилизован в Латышский легион, служил во вспомогательных частях, выжил, вернулся домой.
- Сестра — Эдит Вигнере (1939—2025), художник по гобеленам.
- Жена — Лана Паула (Светлана Епифанова), лингвист. Познакомились в 1959 году в Одессе, куда Раймонд приехал на гастроли в составе Рижского эстрадного оркестра, а его будущая жена работала экскурсоводом «Интуриста». Скончалась 4 августа 2023 года.
  - Дочь — Анета Педерсен (род. 1962), окончила ЛГИТМиК по специальности «режиссёр телевидения», вышла замуж за генерального менеджера представительства авиакомпании SAS-Скандинавские авиалинии в России[15], жила с семьёй в Москве, затем в США и Франции, в 2025 г. вернулась в Латвию. Обе её дочери – Анна Мария Паула и Моника Педерсен получили образование в Америке. Одна из них выбрала делом жизни социальный уход и работает в доме престарелых[3].

## Творчество
Автор музыки множества эстрадных хитов, джазовых композиций и мелодий к фильмам. Самые известные свои песни написал в соавторстве с Ильёй Резником, Андреем Вознесенским и Янисом Петерсом. Его песни исполняли:
- Алла Пугачёва;
- Валерий Леонтьев;
- Лайма Вайкуле;
- Айя Кукуле;
- Лариса Долина;
- Виктор Лапченок;
- Нора Бумбиере;
- Ренат Ибрагимов;
- Ояр Гринбергс;
- Маргарита Вилцане;
- Мирдза Зивере;
- Жорж Сиксна;
- Лариса Мондрус;
- Имант Скрастиньш;
- Эдита Пьеха;
- Валерия;
- София Ротару;
- Роза Рымбаева;
- Людмила Сенчина;
- Ольга Пирагс;
- Николай Гнатюк;
- Александр Малинин;
- Яак Йоала;
- Андрей Миронов;
- Интарс Бусулис;
- Родриго Фоминс;
- Татьяна Буланова;
- Кристина Орбакайте;
- Валентина Легкоступова;
- Анне Вески;
- Галина Бовина и Владислав Лыньковский
- Валентина Талызина
- Азиза

и другие исполнители
А также:
- группы «Модо», «Кредо», «Ремикс» и «bet bet»;
- детский ансамбль «Кукушечка»;
- вокально-инструментальные ансамбли «Весёлые ребята», «Далдери», «Ариэль», «Самоцветы» и «Эолика»;
- ансамбль «Юность»;
- Рижский эстрадный оркестр;
- вокальный квартет «Советская песня»;
- Эстрадный оркестр Латвийского радио;
- хор имени Т. Калныня;
- оркестр Каравелли (Франция).

### Песни и мелодии
Многие известные песни композитора на русском языке в оригинале исполнялись на латышском.
| Песня и автор русского текста                                   | Исполнитель русской версии                                                             | Песня и автор латышского текста                                                                                            | Исполнитель латышской версии                    |
| --------------------------------------------------------------- | -------------------------------------------------------------------------------------- | --- | ----------------------------------------------- |
| Алфавит (Г. Рачс)                                               | Ансамбль «Кукушечка»                                                                   | Negribu izcelties (рус. Не хочу отличиться) (И. Зиедонис)                                                                  | Лайма Вайкуле                                   |
| Ангел (В. Дозорцев)                                             | Мария Наумова                                                                          | Sargeņģelis (рус. Ангел-хранитель) (М. Самаускис)                                                                          | Мария Наумова                                   |
| Ангел-лётчик (С. Патрушев)                                      | Лайма Вайкуле                                                                          | Taurenītis (рус. Мотылёк) (Г. Рачс)                                                                                        | Лайма Вайкуле                                   |
| Ах, какая музыка (М. Танич)                                     | Лайма Вайкуле                                                                          | Neparasta mūzika (рус. Необычная музыка) (Г. Рачс)                                                                         | Лайма Вайкуле                                   |
| Бабочки на снегу (Н. Зиновьев)                                  | Валерий Леонтьев                                                                       | Elēģija (рус. Элегия) (Я. Петерс)                                                                                          | Нора Бумбиере и Виктор Лапченок                 |
| Бархатный сезон (М. Танич)                                      | Валерий Леонтьев                                                                       | Kā senā dziesmā (рус. Как в старинной песне) (Я. Петерс)                                                                   | Родриго Фоминс                                  |
| Без меня (И. Резник)                                            | Алла Пугачёва Айя Кукуле                                                               | Ar balsi vien (рус. Только голосом) (Я. Петерс)                                                                            | Айя Кукуле                                      |
| Белая церковь (В. Дозорцев)                                     | Мария Наумова                                                                          | Ja vien es spētu (рус. Если бы я мог) (Г. Рачс)                                                                            | Харий Спановскис                                |
| Белые туманы (Л. Фадеев)                                        | Сёстры Базыкины                                                                        | Laimīte (рус. Счастье) (Я. Петерс)                                                                                         | Хор мальчиков                                   |
| Белый ветер (Г. Рачс)                                           | Джей Стивер (Янис Стибелис)                                                            | Baltā dziesma (рус. Белая песня) (Г. Рачс) (из мюзикла «Легенда о Зелёной Деве» (латыш. Leģenda par Zaļo Jumpravu))        | Гунар Калныньш                                  |
| В заброшенной таверне (М. Танич)                                | Лайма Вайкуле                                                                          | Viss nāk un aiziet tālumā (рус. Всё приходит и уходит) (Л. Вацземниекс)                                                    | Нора Бумбиере и Виктор Лапченок                 |
| Век двадцатый (И. Резник)                                       | Алла Пугачёва                                                                          | Odu romance (рус. Романс москиты) (Э. Адамсонс)                                                                            | Имант Скрастиньш                                |
| Вернисаж (И. Резник)                                            | Лайма Вайкуле и Валерий Леонтьев (как в дуэте, так и каждый отдельно)                  | Jasmīnzars (рус. Ветка жасмина) (Я. Юрканс) (из мюзикла «Дьявольщина» (латыш. Vella būšana))                               | Дайнис Поргантс                                 |
| Вероока (И. Резник)                                             | Валерий Леонтьев                                                                       | Verokoko (рус. Верококо) (Я. Петерс) (из мюзикла «Таинственное похищение» (латыш. Nāc pie puikām!))                        | ВИА «Далдери»                                   |
| Возвращение (И. Резник)                                         | Алла Пугачёва                                                                          | Atgriešanās (рус. Возвращение) (Л. Бриедис)                                                                                | Айя Кукуле                                      |
| Всё равно (В. Серова)                                           | Лайма Вайкуле                                                                          | Tik un tā (рус. Так и так) (Г. Рачс)                                                                                       | Лайма Вайкуле                                   |
| Где ты, любовь? (И. Резник)                                     | София Ротару                                                                           | Atceries gan (рус. Вспомни меня) (Я. Петерс)                                                                               | Айя Кукуле                                      |
| Гиподинамия (И. Резник)                                         | Валерий Леонтьев                                                                       | Pieņem mani, kāda esmu (рус. Прими меня, какая я есть) (Л. Бриедис)                                                        | Айя Кукуле и Виктор Лапченок                    |
| Годы странствий (И. Резник)                                     | Валерий Леонтьев                                                                       | Brīnumu gaidot (рус. В ожидании чуда) (Л. Бриедис)                                                                         | Жорж Сиксна                                     |
| Голливуд Самба (В. Дозорцев)                                    | Лайма Вайкуле                                                                          | Tu skumja nāc (рус. Ты грустная идёшь) (Я. Петерс)                                                                         | Виктор Лапченок                                 |
| Город песен (И. Резник)                                         | Валерий Леонтьев                                                                       | Liec pie lūpām kausu (рус. Приложи кубок к губам) (Я. Юрканс) (из мюзикла «Дьявольщина» (латыш. Vella būšana))             | Виктор Лапченок                                 |
| Давай женись (Л. Рубальская)                                    | Лайма Вайкуле и Джей Стивер (Янис Стибелис)                                            | Nīcā (рус. В Нице) (В. Брутане)                                                                                            | Нора Бумбиере и Виктор Лапченок                 |
| Дай Бог! (Е. Евтушенко)                                         | Александр Малинин                                                                      | Dod, Dievs (рус. Дай Бог) (М. Чаклайс)                                                                                     | Маргарита Вилцане                               |
| Дай мне удачу (И. Резник)                                       | Мила Романиди                                                                          | Laid mani vaļā (рус. Отпусти меня) (Г. Рачс)                                                                               | Харий Спановскис и Янис Паукштелло              |
| Две минуты (М. Танич)                                           | Лайма Вайкуле                                                                          | O, Lamara (рус. О, Ламара) (Я. Петерс)                                                                                     | Нора Бумбиере и Виктор Лапченок                 |
| Девушка из ресторана (В. Дозорцев)                              | Мария Наумова                                                                          | Trīs lietas (рус. Три вещи) (М. Залите)                                                                                    | Харий Спановскис                                |
| Деловая женщина (И. Резник)                                     | Лайма Вайкуле                                                                          | Brīnums (рус. Чудо) (В. Артавс)                                                                                            | Жорж Сиксна                                     |
| Делу — время (И. Резник)                                        | Алла Пугачёва                                                                          | Genoveva (рус. Геновева) (Я. Петерс)                                                                                       | Жорж Сиксна                                     |
| Диалог (Н. Зиновьев)                                            | Валерий Леонтьев                                                                       | Ilgošanās (рус. Смятение) (Л. Бриедис)                                                                                     | Айя Кукуле                                      |
| Дождик в Юрмале (М. Танич)                                      | Мария Наумова                                                                          | Straujā upīte (рус. Быстрая речка) (Г. Рачс)                                                                               | Нормунд Рутулис                                 |
| Ду-би-ду (Г. Витке)                                             | Лайма Вайкуле                                                                          | Meitenei (рус. Для девочки) (Г. Рачс)                                                                                      | Лайма Вайкуле                                   |
| Дуэт (Музыкант) (А. Вознесенский)                               | Айя Кукуле                                                                             | Dzīvotgriba (рус. Воля к жизни) (Х. Паукш)                                                                                 | Айя Кукуле                                      |
| Если ты уйдёшь (А. Дементьев)                                   | Валерий Леонтьев                                                                       | Jūra, es dziedu tev (рус. Море, я пою тебе) (Я. Петерс)                                                                    | Ингус Петерсонс                                 |
| Ещё не вечер (И. Резник)                                        | Лайма Вайкуле                                                                          | Zagļu stundā (рус. Воров час) (Я. Петерс)                                                                                  |                                                 |
| Замок на песке (В. Дозорцев)                                    | Лайма Вайкуле                                                                          | Pietiks (рус. Достаточно) (И. Зиедонис)                                                                                    | Виктор Лапченок                                 |
| Затмение сердца (А. Вознесенский)                               | Андрей Миронов Валерий Леонтьев                                                        | Es raudāt netaisos (рус. Я не собираюсь плакать) (Л. Бриедис)                                                              | Виктор Лапченок                                 |
| Зелёный берег (В. Пеленягрэ)                                    | Лайма Вайкуле                                                                          | Mājās (рус. В дом) (Г. Рачс)                                                                                               | Лайма Вайкуле                                   |
| Зелёный свет (Н. Зиновьев)                                      | Валерий Леонтьев                                                                       | Pasaulīte (рус. О, этот мир) (Л. Бриедис)                                                                                  | Жорж Сиксна                                     |
| Зеркало (В. Дозорцев)                                           | Лайма Вайкуле                                                                          | Sargies vēja (рус. Берегись ветра) (Л. Бриедис)                                                                            | Виктор Лапченок                                 |
| Золотая свадьба (И. Резник)                                     | Ансамбль «Кукушечка» (латыш. Dzeguzīte)                                                | Nepalaid garām (рус. Не упусти) (В. Артавс)                                                                                | Жорж Сиксна                                     |
| Исчезли солнечные дни (Р. Гамзатов, перевод Е. Николаевской)    | Валерий Леонтьев                                                                       | Kad saule aiziet (рус. Когда уходит солнце) (Р. Гамзатов, перевод И. Паклоне)                                              | Виктор Лапченок                                 |
| Кабаре (Н. Денисов)                                             | Валерий Леонтьев                                                                       | Dziesma par gaili (рус. Песня про петуха) (Я. Петерс)                                                                      | Айя Кукуле                                      |
| Карусель (М. Танич)                                             | Валерий Леонтьев                                                                       | Karuseļa zirgs (рус. Карусельная лошадка) (Я. Петерс)                                                                      | Родриго Фоминс                                  |
| Король сочиняет танго (М. Танич)                                | Лайма Вайкуле                                                                          | Es nevēlos dejot tango (рус. Я не хочу танцевать танго) (Г. Рачс)                                                          | Харий Спановскис и Инта Спановска               |
| Кукушечка (И. Резник)                                           | Джей Стивер (Янис Стибелис) и Лайма Ваикуле                                            | Kūko, kūko dzeguzīte (рус. Кукуй, кукуй, кукушечка) (Г. Рачс)                                                              | Мария Наумова и Нормунд Рутулис                 |
| Легенда (Anno Domini) (Н. Зиновьев)                             | Валерий Леонтьев                                                                       | Anno Domini (Я. Петерс) (из мюзикла «Таинственное похищение» (латыш. Nāc pie puikām!))                                     | ВИА «Далдери»                                   |
| Лекарство от любви (В. Дозорцев)                                | Лайма Вайкуле                                                                          | Rudenī vēlu, vēlu (рус. Поздней осенью) (Я. Петерс)                                                                        | Нора Бумбиере и Виктор Лапченок                 |
| Лестница на небо (В. Дозорцев)                                  | Лайма Вайкуле                                                                          | Tā es tevi mīlēšu (рус. Я буду так любить тебя) (И. Зиедонис)                                                              | Нора Бумбиере и Виктор Лапченок                 |
| Листопадом                                                      | Лайма Вайкуле                                                                          | Lietainā vakarā (рус. Дождливым вечером) (Е. Вирза)                                                                        | Рихард Лепер                                    |
| Листья жёлтые (И. Шаферан)                                      | Нина Пантелеева Галина Бовина и Владислав Лыньковский Анне Вески                       | Par pēdējo lapu (рус. О последнем листе) (Я. Петерс)                                                                       | Нора Бумбиере Маргарита Вилцане и Ояр Гринбергс |
| Лунный блюз (С. Патрушев)                                       | Лайма Вайкуле                                                                          | Negribas vairāk (рус. Не хочу больше) (Г. Рачс)                                                                            | Лайма Вайкуле                                   |
| Люблю тебя (Е. Сигова)                                          | Джей Стивер (Янис Стибелис)                                                            | Es vējā saucu (рус. Я зову на ветру) (Я. Петерс)                                                                           |                                                 |
| Любовь настала (Р. Рождественский)                              | Роза Рымбаева Ренат Ибрагимов Ольга Пирагс Людмила Сенчина Джей Стивер (Янис Стибелис) | Es aiziet nevaru (рус. Я не могу уйти) (В. Белшевица)                                                                      | Мирдза Зивере                                   |
| Маэстро (И. Резник)                                             | Алла Пугачёва                                                                          | Tik tā viena (рус. Только она одна) (И. Зиедонис)                                                                          | Мирдза Зивере                                   |
| Мгновение прекрасно (И. Резник)                                 | Ольга Пирагс                                                                           | Mirkli, tu esi skaists! (рус. Мгновение, ты прекрасно!) (Л. Бриедис)                                                       | Женский вокальный ансамбль                      |
| Мгновения (Р. Фоминс)                                           | Родриго Фоминс                                                                         | Nepasauc, nepiesauc mani vēl (рус. Не зови меня больше) (А. Ранцане)                                                       | Родриго Фоминс                                  |
| Мелодия летнего сада (др. назв. Танго летнего сада) (И. Резник) | Лайма Вайкуле                                                                          | Nenāciet klāt man rudenī (рус. Не подходи ко мне осенью) (А. Ранцане)                                                      | Лайма Вайкуле                                   |
| Метаморфоза (Н. Зиновьев)                                       |                                                                                        | Sirdspuķīte (рус. Любушка) (Я. Юрканс) (из мюзикла «Дьявольщина» (латыш. Vella būšana))                                    | Рижский джазовый секстет                        |
| Миллион алых роз (А. Вознесенский)                              | Алла Пугачёва                                                                          | Dāvāja Māriņa meitenei mūžiņu (рус. Подарила Ма́риня девочке жизнь) (Л. Бриедис)                                            | Айя Кукуле Лариса Мондрус                       |
| Мне бы робкую любить (Е. Сигова)                                | Джей Стивер (Янис Стибелис)                                                            | Tā ir vīna pasaule (рус. Это мир вина) (Я. Петерс)                                                                         | Нормунд Рутулис                                 |
| Мне снится Юрмала (Е. Сигова)                                   | Джей Стивер (Янис Стибелис)                                                            | Zied ievas Siguldā (рус. Цветёт черёмуха в Сигулде) (А. Смагар)                                                            | Виктор Лапченок                                 |
| Можно все ещё спасти (Е. Евтушенко)                             | Интарс Бусулис                                                                         | Melnā vārna (рус. Чёрная ворона) (Г. Рачс)                                                                                 | Анце Краузе                                     |
| Море любви (И. Резник)                                          | Группа «Самоцветы»                                                                     | Diena pēc svētkiem (рус. День после праздника) (Г. Рачс)                                                                   | Иева Плявниеце                                  |
| Мореход (М. Танич)                                              | Лайма Вайкуле                                                                          | Kapteinis (рус. Капитан) (Г. Рачс)                                                                                         | Лайма Вайкуле                                   |
| Муза (А. Вознесенский)                                          | Валерий Леонтьев                                                                       | Tālā (рус. Далёкая) (Я. Петерс)                                                                                            | Ингус Петерсонс                                 |
| Музыканты (др. назв. Четыре ветра) (В. Серова)                  | Лайма Вайкуле                                                                          | Caur manu sirdi naivu (рус. Через моё наивное сердце) (Я. Петерс)                                                          | Нора Бумбиере                                   |
| Надежда (Л. Бриедис)                                            | Ольга Пирагс                                                                           | Cerība (рус. Надежда) (Л. Бриедис)                                                                                         | Айя Кукуле                                      |
| Накрой мне плечи пиджаком (М. Танич)                            | Лайма Вайкуле                                                                          | Skauj mani cieši, cieši klāt (рус. Обними меня крепко, крепко) (Г. Рачс)                                                   | Лайма Вайкуле                                   |
| Нас друг для друга создал Бог (Е. Евтушенко)                    | Интарс Бусулис                                                                         | Dievs citu citam lēmis mūs (рус. Бог предназначил нас друг для друга) (Я. Петерс)                                          |                                                 |
| Наш город (др. назв. Тот город) (О. Гаджикасимов)               | Ренат Ибрагимов                                                                        | Tai pilsētā (рус. В том городе) (Я. Петерс)                                                                                | Мирдза Зивере и Айя Кукуле                      |
| Не спеши, дорогой (В. Пеленягрэ)                                | Лайма Вайкуле                                                                          | Nesteidzies (рус. Не спеши) (Г. Рачс)                                                                                      | Лайма Вайкуле                                   |
| Не упрекай любовь (Н. Олев)                                     | Леонид Бергер и Лариса Мондрус                                                         | Nepārmet man (рус. Не упрекай меня) (А. Круклис)                                                                           | Маргарита Вилцане и Ояр Гринбергс               |
| Не хлопай дверью (М. Танич)                                     | Лайма Вайкуле                                                                          | Uz redzēšanos (рус. До свидания) (Г. Рачс)                                                                                 | Лайма Вайкуле                                   |
| Новогодний аттракцион (И. Резник)                               | Алла Пугачёва                                                                          | Rudens (рус. Осень) (Л. Бриедис)                                                                                           | Мирдза Зивере                                   |
| Ночь темна (др. назв. На Рижской мостовой) (В. Дозорцев)        | Мария Наумова Валерий Леонтьев                                                         | Laba dziesma par dzīvošanu (рус. Хорошая песня о жизни) (Г. Рачс)                                                          | Харий Спановскис                                |
| Ночной костёр (И. Резник)                                       | Лайма Вайкуле                                                                          | Vējputeņos (рус. В бурю) (Л. Бриедис)                                                                                      | Рита Тренце                                     |
| Огоньки (В. Серова)                                             | Лайма Вайкуле                                                                          | Vienā laivā (рус. В одной лодке) (Г. Рачс)                                                                                 | Лайма Вайкуле                                   |
| Орга́н в ночи (Д. Авотыня, перевод Л. Азаровой)                  | ВИА «Ариэль»                                                                           | Ērģeles naktī (рус. Орга́н в ночи) (Д. Авотыня)                                                                             | Нора Бумбиере и Виктор Лапченок                 |
| От зари до зари (др. назв. Сокол) (В. Серова)                   | Лайма Вайкуле                                                                          | Zvaigznīte (рус. Звёздочка) (Г. Рачс)                                                                                      | Лайма Вайкуле                                   |
| Письмо (В. Дозорцев)                                            | Лайма Вайкуле                                                                          | Tāls Parīzes radio (рус. Далёкое парижское радио) (Я. Петерс)                                                              | Маргарита Вилцане                               |
| Под новый век (А. Вознесенский)                                 |                                                                                        | Bēgšana (рус. Бегство) (Х. Паукш)                                                                                          | Айя Кукуле                                      |
| Подберу музыку (А. Вознесенский)                                | Яак Йоала                                                                              | Nenes zvaigznes istabā (рус. Не приноси звёзды в комнату) (И. Зиедонис); первоначально мелодия прозвучала в фильме «Театр» | Ингус Петерсонс                                 |
| Поезда                                                          | Лайма Вайкуле                                                                          | Vilcieni (рус. Поезда) (Г. Рачс)                                                                                           | Лайма Вайкуле                                   |
| Полюбите пианиста (А. Вознесенский)                             | Андрей Миронов Валерий Леонтьев                                                        | Pianists (рус. Пианист) (Г. Рачс)                                                                                          | Лайма Вайкуле                                   |
| После дождика в четверг (Е. Сигова)                             | Джей Стивер (Янис Стибелис)                                                            | Uz tava pleca (рус. На твоём плече) (Г. Рачс)                                                                              | Анце Краузе и Нормунд Рутулис                   |
| После праздника (И. Резник)                                     | Валерий Леонтьев                                                                       | Rudens mīla (рус. Осенняя любовь) (Л. Бриедис)                                                                             | Жорж Сиксна                                     |
| Поющий мим (И. Резник)                                          | Валерий Леонтьев                                                                       | Ap Jāņiem Mārtiņos (рус. После дождичка в четверг) (Л. Бриедис)                                                            | Жорж Сиксна                                     |
| Притяжение любви (М. Танич)                                     | Валерий Леонтьев                                                                       | Robots (рус. Робот) (Я. Петерс)                                                                                            | Айя Кукуле                                      |
| Пугало (И. Резник)                                              | Лайма Вайкуле                                                                          | Vienu vienīgu vārdu (рус. Одно-единственное слово) (Г. Рачс)                                                               | Харий Спановскис                                |
| Путь к свету (И. Резник)                                        | Родриго Фоминс                                                                         | Es sev paņemšu līdz (рус. Я возьму к себе) (А. Ранцане)                                                                    | Родриго Фоминс                                  |
| Радуйся (И. Резник)                                             | Алла Пугачёва                                                                          | Atziedi, dvēsele (рус. Расцвети, душа) (Л. Бриедис)                                                                        | Мирдза Зивере                                   |
| Раны (Е. Евтушенко)                                             | Интарс Бусулис Лайма Вайкуле                                                           | Lietus pļava (рус. Луг под дождём) (Г. Рачс)                                                                               | Лайма Вайкуле                                   |
| Римские каникулы (И. Резник)                                    | Лайма Вайкуле и Борис Моисеев                                                          | Mēs ar tevi dejosim (рус. Мы с тобой будем танцевать) (Г. Рачс)                                                            | Лайма Вайкуле                                   |
| Санкт-Петербург (И. Резник)                                     | Азиза                                                                                  | Tik un tā (рус. Так и так) (Г. Рачс)                                                                                       | Лайма Вайкуле                                   |
| Сверчок (Аспазия) (из т/ф «Долгая дорога в дюнах»)              | Валентина Талызина и хор мальчиков Ансамбль «Кукушечка»                                | Circenīša Ziemassvētki (рус. Рождество Сверчка) (Аспазия)                                                                  | Хор мальчиков                                   |
| Седьмое небо (М. Танич)                                         | Мария Наумова                                                                          | Pasaka (рус. Сказка) (П. Стутан)                                                                                           | Мария Наумова                                   |
| Сердитая песенка (Р. Рождественский)                            | София Ротару                                                                           | Nevajag mierināt (рус. Не надо успокаивать) (Л. Бриедис)                                                                   | Айя Кукуле группа «Credo»                       |
| Синий лён (А. Дмоховский)                                       | Лариса Мондрус                                                                         | Zilie lini (рус. Синий лён) (А. Круклис)                                                                                   | Маргарита Вилцане и Ояр Гринбергс               |
| Снегопад (М. Танич)                                             | Мария Наумова                                                                          | Rudens Rīga (рус. Осенняя Рига) (Г. Рачс)                                                                                  | Харий Спановскис                                |
| Старинные часы (И. Резник)                                      | Алла Пугачёва                                                                          | Es mīlu tevi tā… (рус. Я люблю тебя так...) (В. Белшевица)                                                                 | Имант Скрастиньш                                |
| Старый друг (Е. Евтушенко)                                      | Интарс Бусулис                                                                         | Mans draugs (рус. Мой друг) (Г. Рачс)                                                                                      | Мартинс Рускис                                  |
| Старый друг (В. Серова)                                         | Лайма Вайкуле                                                                          | Zemenes (рус. Земляника) (Г. Рачс)                                                                                         | Лайма Вайкуле                                   |
| Танго за стеной (В. Дозорцев)                                   | Лайма Вайкуле                                                                          | Atvadas vasarai (рус. Проводы лета) (А. Круклис)                                                                           | Нора Бумбиере                                   |
| Танец на барабане (А. Вознесенский)                             | Николай Гнатюк София Ротару                                                            | Muļķe sirds (рус. Глупое сердце) (Л. Бриедис)                                                                              | Жорж Сиксна                                     |
| Телеграмма (М. Танич)                                           | Лайма Вайкуле                                                                          | Laternu stundā (рус. В час фонарей) (Я. Петерс)                                                                            | Нора Бумбиере                                   |
| Три билета (В. Дозорцев)                                        | Мария Наумова                                                                          | Māsa vientulība (рус. Сестра-одиночество) (Г. Рачс)                                                                        | Харий Спановскис                                |
| Три вишни (В. Дозорцев)                                         | Мария Наумова                                                                          | Māte Marija (рус. Мать Мария) (Я. Стрейч) (из к/ф «Жернова судьбы»)                                                        | Артурс Скрастиньш                               |
| Ты — ветер (Е. Сигова)                                          | Интарс Бусулис                                                                         | Rudens klāt (рус. Осень пришла) (Я. Петерс)                                                                                | Мария Наумова                                   |
| Ты меня забудь (В. Дозорцев)                                    | Лайма Вайкуле                                                                          | Rudensogle (рус. Осенний уголёк) (Я. Петерс)                                                                               | Мирдза Зивере                                   |
| Ты меня не оставляй (А. Вознесенский)                           | Валентина Легкоступова, Алла Пугачёва                                                  | Uguntiņa (рус. Огонёк) (Л. Бриедис)                                                                                        | Айя Кукуле                                      |
| Ты не знал (И. Резник)                                          | Лайма Вайкуле                                                                          | Nāc dejot riņķa deju (рус. Пойдём танцевать круговой танец) (Я. Петерс)                                                    | Лайма Вайкуле                                   |
| Ты полюбишь меня (Р. Рождественский)                            | Андрей Миронов                                                                         | Tu skumja nāc (рус. Ты грустная идёшь) (Я. Петерс)                                                                         | Виктор Лапченок                                 |
| Уехал в Америку Педро (В. Пеленягрэ)                            | Лайма Вайкуле                                                                          | Dzejnieks (рус. Поэт) (Г. Рачс)                                                                                            | Харий Спановскис                                |
| Цветные сны (М. Танич)                                          | Лайма Вайкуле                                                                          | Baltā saule (рус. Белое солнце) (З. Пурвс)                                                                                 | Маргарита Вилцане                               |
| Чарли (И. Резник)                                               | Лайма Вайкуле                                                                          | Jel pažēlo (рус. Хоть пожалей) (Я. Юрканс) (из мюзикла «Дьявольщина» (латыш. Vella būšana))                                | Угис Розе                                       |
| Человек-магнитофон (А. Вознесенский)                            | Валерий Леонтьев                                                                       | Ēzelītis (рус. Баллада об ослике) (Я. Петерс) (из мюзикла «Таинственное похищение» (латыш. Nāc pie puikām!))               | ВИА «Далдери»                                   |
| Чёрный жемчуг (Е. Сигова)                                       | Джей Стивер (Янис Стибелис)                                                            | Melnās pērles (рус. Чёрный жемчуг) (Г. Рачс)                                                                               | Мария Наумова                                   |
| Что манит птицу                                                 | Лайма Вайкуле                                                                          | Cāļus skaita rudenī (рус. Цыплят считают осенью) (Г. Рачс)                                                                 | Нормунд Рутулис                                 |
| Шаляй-валяй (И. Резник)                                         | Лайма Вайкуле                                                                          | Vai tas var būt (рус. Или это может быть) (Я. Юрканс) (из мюзикла «Дьявольщина» (латыш. Vella būšana))                     | Рижский джазовый секстет                        |
| Шерлок Холмс (И. Резник)                                        | Лайма Вайкуле                                                                          | Šerloks Holmss (рус. Шерлок Холмс) (Я. Петерс)                                                                             | Лайма Вайкуле                                   |
| Шире круг (И. Резник)                                           | Ренат Ибрагимов ВИА «Ариэль»                                                           | Trubadūrs (рус. Трубадур) (Я. Петерс)                                                                                      | Айя Кукуле                                      |
| Я верю (Е. Сигова)                                              | Джей Стивер (Янис Стибелис)                                                            | Lietus un saule (рус. Дождь и солнце) (Г. Рачс)                                                                            | Ансамбль «Кукушечка» (латыш. Dzeguzīte)         |
| Я вышла на Пикадилли (В. Пеленягрэ)                             | Лайма Вайкуле                                                                          | Skumjā dziesma (рус. Грустная песня) (Г. Рачс)                                                                             | Харий Спановскис                                |
| Я ещё не с Вами (В. Дозорцев)                                   | Лайма Вайкуле                                                                          | Dziesmiņa par prieku (рус. Песенка о радости) (И. Зиедонис)                                                                | Виктор Лапченок                                 |
| Я рисую (А. Дементьев)                                          | Яак Йоала                                                                              | Notici (рус. Поверь) (Л. Бриедис)                                                                                          | Жорж Сиксна                                     |
| Я с тобой не прощаюсь (И. Резник)                               | Валерий Леонтьев                                                                       | Debesis, kuras ar mums (рус. Небеса, которые с нами) (Л. Бриедис)                                                          |                                                 |
| Янтарь (Н. Олев)                                                | Лариса Мондрус                                                                         | Tik dzintars vien (рус. Только лишь янтарь) (А. Круклис)                                                                   | Ояр Гринбергс                                   |
| I Love You Too (В. Серова)                                      | Лайма Вайкуле                                                                          | Grieze (рус. Коростель) (Я. Петерс)                                                                                        | Нора Бумбиере и Виктор Лапченок                 |

- «Ах, если б снова жизнь начать» (И. Резник) — исп. Лайма Вайкуле
- «Белый сон» (Т. Поспелова) — исп. Лайма Вайкуле
- «Блондин» (Л. Рубальская) — исп. Мила Романиди
- «В стиле шторма» (Н. Зиновьев) — исп. Валерий Леонтьев
- «Вдруг» (А. Ковалёв) — исп. Яак Йоала
- «Возвращение» (И. Резник) — исп. Азиза
- «Ветер до утра» (С. Патрушев) — исп. Лайма Вайкуле
- «Все проблемы надоели» (Е. Ширяев) — исп. Мила Романиди
- «Всё вернётся» (И. Резник) — исп. Ренат Ибрагимов
- «Гаснет вечер» (Д. Демин) — исп. Иосиф Кобзон
- «Гранитный город» (И. Резник) — исп. ВИА «Весёлые ребята»
- «Давай позабудем печали» (М. Пляцковский) — исп. Андрей Лихтенбергс
- «Два стрижа» (А. Вознесенский) — исп. Ольга Пирагс, Алла Пугачёва
- «Двое» или «Старый друг» (И. Резник) — исп. Валентина Легкоступова, Алла Пугачёва
- «Дождевые кольца» (А. Ковалёв) — исп. Ольга Пирагс
- «Дождь» (А. Дементьев) — исп. Ренат Ибрагимов
- «Если б любовь моя…» (Р. Гамзатов, перевод Е. Николаевской и И. Снеговой)
- «За все грехи» (В. Дозорцев) — исп. Мария Наумова
- «За порогом счастье» или «Там за порогом где-то счастье» (И. Резник) — исп. Лайма Вайкуле, Мила Романиди
- «Занавес» (М. Танич) — исп. Валерий Леонтьев
- «Зимняя сказка» (С. Патрушев) — исп. Лайма Вайкуле
- «История любви» (И. Резник) — группа «Республика»
- «Как звать тебя?» (С. Патрушев) — исп. Лайма Вайкуле
- «Когда к твоей мошне дырявой» (Л. Прозоровский) — исп. Виктор Лапченок
- «Колыбельная нерождённому ребёнку» (И. Резник)
- «Комета Галлея» (Н. Зиновьев) — исп. Валерий Леонтьев
- «Лучше уходи» (Е. Евтушенко) — исп. Интарс Бусулис
- «Мамбо» (И. Резник) — исп. Лайма Вайкуле
- «Маяк» (М. Танич) — исп. Валерий Леонтьев
- «Милый, прощай» (И. Резник) — исп. Лайма Вайкуле
- «Мой последний Адам» (С. Патрушев) — исп. Лайма Вайкуле
- «Музей мадам Тюссо» (Н. Зиновьев) — исп. Александр Малинин
- «Над землёй много белых птиц» (Л. Прозоровский) — исп. Айя Кукуле
- «Наречённый мой» (И. Резник) — исп. Азиза
- «Несерьёзный господин» (В. Дозорцев) — исп. Мария Наумова
- «Никогда не говори никогда» (В. Дозорцев) — исп. Мария Наумова
- «Ночное кафе» (И. Резник) — исп. Стелла Джанни
- «Озеро» (Л. Ошанин) — исп. Валентина Толкунова
- «Особый друг» (А. Вознесенский) — исп. София Ротару
- «Памяти Нино Рота» (В. Дозорцев) — исп. Лайма Вайкуле
- «Песня на бис» (А. Вознесенский) — исп. Алла Пугачёва
- «Полевые цветы» (А. Ковалёв) — исп. Людмила Сенчина (сольно, а также в дуэте с Игорем Тальковым)
- «Пора подснежников» (А. Ковалёв) — исп. Эдита Пьеха
- «Посвящение» или «Посвящение друзьям» (М. Танич) — исп. Лайма Вайкуле
- «Последний март любви» (Е. Сигова) — исп. Евгений Шур
- «Последняя просьба» (Е. Евтушенко) — исп. Интарс Бусулис
- «Почти что как Рига» (М. Танич) — исп. Лайма Вайкуле
- «Приглашение на танец» (В. Дозорцев) — исп. Лайма Вайкуле
- «Пройди сквозь жизнь» (А. Ковалёв) — исп. Ольга Пирагс
- «Проклятье века — это спешка» (Е. Евтушенко)
- «Простите меня, волны» (А. Ковалёв) — исп. Валерий Леонтьев
- «Прощай, прощай…» (И. Резник) — исп. Лайма Вайкуле
- «Птица Феникс» (И. Резник) — исп. Татьяна Буланова
- «Ревность» (Е. Евтушенко) — исп. Интарс Бусулис
- «Родня» (И. Резник) — исп. ВИА «Весёлые ребята»
- «Самый медленный поезд» (И. Резник) — исп. Лайма Вайкуле
- «Сердцевинка» (А. Ковалёв) — исп. Яак Йоала
- "Серебристые облака" (А. Круклис) [16]
- «Силуэт любви» (А. Ковалёв) — исп. Яак Йоала
- «Синее море» (И. Резник) — исп. Татьяна Буланова
- «Скрипач на крыше» (И. Резник) — исп. Лайма Вайкуле
- «Случайное знакомство» (Е. Евтушенко) — исп. Интарс Бусулис
- «Совсем другой» (И. Резник) — исп. Лайма Вайкуле
- «Солнечный зайчик» (А. Ковалёв) — исп. Валентина Легкоступова
- «Спасибо, вам враги» (И. Резник) — исп. Мила Романиди
- «Старая гитара»
- «Старые друзья» (Р. Рождественский) — исп. Андрей Миронов
- «Старый зонтик» (Е. Евтушенко) — исп. Интарс Бусулис
- «Телефонный звонок» (А. Ковалёв) — исп. Яак Йоала
- «Торнадо» (В. Дозорцев) — исп. Мария Наумова
- «Три минуты» (М. Танич) — исп. Валерий Леонтьев
- «Ты мне скажи, прошу скажи» (И. Резник) — исп. Филипп Киркоров
- «Ты, я и джаз» (Н. Зиновьев) — исп. Ирина Епифанова
- «Удивительный верблюд» (И. Резник) — исп. ансамбль «Кукушечка»
- «Умный в гору не пойдёт» (И. Резник) — исп. Лайма Вайкуле
- «Шёпот нежный» (Е. Евтушенко) — исп. Интарс Бусулис
- «Это — женщина моя» (Е. Евтушенко) — исп. Интарс Бусулис
- «Я ждала Вас так долго» (И. Резник) — исп. Алла Пугачёва
- «Я за тебя молюсь» (И. Резник) — исп. Лайма Вайкуле
- «Я забыл твоё лицо» (И. Резник) — исп. ВИА «Эолика»
- «Я люблю тебя больше природы» (Е. Евтушенко) — исп. Интарс Бусулис
- «Я отстал от стаи» (И. Резник) — исп. Борис Моисеев
- «Я улыбаюсь» (А. Вознесенский) — исп. Валентина Легкоступова
- «Я читаю мысли твои» (Н. Зиновьев) — исп. Лариса Долина

### Инструментальные композиции
- Рапсодия для фортепиано и эстрадного оркестра (1964)[17]
- Неоконченный фортепианный концерт
- «Пасмурная погода»[18]
- «Старый клавесин»[19]
- «Беспокойный пульс»[20]
- «Памяти Нино Рота»[21]
- «Балтийский ветер»
- «Капля дождя» (вокализ) — исп. Нора Бумбиере

### Балеты
- «Кубинские мелодии» (1963)
- «Витражи» (1979, балетная миниатюра)
- «Ритмы, ритмы, ритмы» (1979, балетная миниатюра)

### Мюзиклы
- «Сестра Керри» (1979)
- «Шерлок Холмс» (1979; 2006)
- «Таинственное похищение» (1982)
- «Дьявольщина» (1987)
- «Дикие лебеди» (1995)
- «Легенда о Зелёной Деве» (2000)
- «Дамское счастье» (2001)
- «Лео. Последняя богема» (2010)
- «Марлен» (2011)
- «Всё о Золушке» (2014)

### Музыка к театральным постановкам
- «Мне тридцать лет» (1962)
- «Четверо музыкантов» (1963)
- «Мик и Дзилна» (1963)
- «Человек со звезды» (1963)
- «Юрис Индрупс» («Зов предков», 1964)
- «Ореховый мосток» (1964)
- «Малыши» (1964)
- «Оловянные кольца» (1964)
- «Пусть он уходит» (1965)
- «Приключения Буратино» (1965)
- «Снимается кино…» (1966)
- «Любовь Яровая» (1966)
- «Интерлеллис-67» (1967)
- «Котик-Животик» (1968)
- «Маленькие дьяволы» (1969)
- «Гиньол в Париже» (1971)
- «Краткое наставление в любви» (1971, водевиль)
- «Тёплая милая ушанка» (1973)
- «Кошкина мельница» (1973)
- «Находчивая няня» (1974)
- «Бранд» (1975)
- «Для вас, родители» (1975)
- «Ужас, Янка начал думать…» (1976)
- «Большая удача» (1977) (водевиль)
- «Приключения Пифа» (1978) (радиопостановка)
- «Бал надежд» (1978)
- «Елизавета, королева Англии» (1980)
- «Джон Нейланд» (1982)
- «Бондарь и бондарша» (1983) (радиопостановка)
- «Четвёртый позвонок» (1984)
- «Надо взять одного белого гуся» (1986) (радиопостановка)
- «Эмиль и берлинские мальчики» (1986) (радиопостановка)
- «Только музыкант» (1987)
- «Слуги дьявола» (1991) (водевиль)
- «Ходули» (1991)
- «Все деревья даны Богом» (1994)
- «Как поросёнок в гости ходил» (1996)
- «Таинственный гиппопотам» (1998)
- «Граф Монте-Кристо» (2000)
- «Дамское счастье» (2001)
- «Ночи Кабирии» (2002)
- «Чайка» (по пьесе Чехова, 2003)
- «Калигула» (2005)
- «Легкомысленное сердце» (2005)
- «Дурачки и телевизор» (2005)
- «Приходской базар» (2006) (водевиль)
- «Подарок для современной женщины» (2007)
- «Времена землемеров» (2007)
- «Одесса, город колдовской…» (2007)
- «Малыш и Карлсон, который живёт на крыше» (2008)
- «Возвращение в любовь» (2011)
- «Маленький пастушок» (2011) (водевиль)
- «Серебряные коньки» (2011) (музыкальный спектакль)
- «Трубадур на осле» (2013)
- «Кентервильское привидение» (2016)
- «Девушка в кафе» (2017)

### Композиторская фильмография
1. 1963 — Три плюс два (аранжировка и фоновая музыка)
2. 1963 — Ты нужен (короткометражный)
3. 1964 — До осени далеко
4. 1967 — 235 000 000 (документальный)
5. 1969 — Мальчишки острова Ливов
6. 1970 — Слуги дьявола
7. 1970 — Клав — сын Мартина
8. 1971 — Большой янтарь
9. 1971 — Танец мотылька
10. 1972 — Слуги дьявола на чёртовой мельнице
11. 1973 — Подарок одинокой женщине
12. 1975 — В клешнях чёрного рака
13. 1975 — Четыре весны
14. 1975 — Мой друг — человек несерьёзный
15. 1975 — Стрелы Робин Гуда (совм. с В. Высоцким и А. Зубовым)
16. 1976 — Под опрокинутым месяцем
17. 1976 — Смерть под парусом
18. 1977 — Будьте моей тёщей!
19. 1977 — Подарки по телефону
20. 1978 — Открытая страна
21. 1978 — Театр
22. 1979 — За стеклянной дверью
23. 1979 — Незаконченный ужин
24. 1979 — Грустный рассказ о Кэрри (телевизионный) (музыка из мюзикла «Сестра Кэрри»)
25. 1979 — Jo pliks, jo traks (телевизионный)
26. 1980 — Где ты, любовь? (популярные шлягеры)
27. 1980 — Жаворонки
28. 1980 — Испанский вариант
29. 1981 — Долгая дорога в дюнах
30. 1981 — Лимузин цвета белой ночи
31. 1981 — Два дня в начале декабря
32. 1981 — Береги этот вечный свет (документальный)
33. 1982 — Блюз под дождём
34. 1982 — Краткое наставление в любви
35. 1982 — Рыжая ворона (анимационный) (мультипликационный альманах Весёлая карусель № 18)
36. 1982 — Однажды вечером (анимационный)
37. 1982 — Созвездие стрелков (документальный)
38. 1983 — Я возвращаю Ваш портрет (документальный)
39. 1983 — Мечта (анимационный, короткометражный)
40. 1984 — Последний лист (анимационный, короткометражный)
41. 1984 — Меньший среди братьев
42. 1985 — Двойной капкан
43. 1986 — Принцесса и пума (анимационный, короткометражный)
44. 1986 — Душа Пегаса (анимационный, короткометражный)
45. 1986 — Бармен из «Золотого якоря» (Увертюра из мюзикла «Сестра Керри»)
46. 1989 — Композиция на тему... Рыжик (анимационный, короткометражный) (совм. с Л. Вайнштейном)
47. 1990 — Композиция на тему... Паршивец (анимационный, короткометражный) (совм. с Л. Вайнштейном)
48. 1991 — Депрессия
49. 1991 — Композиция на тему... Принцесса-Мимо (анимационный, короткометражный) (совм. с Л. Вайнштейном)
50. 1992 — Дуплет
51. 1995 — Рига — Балтийская жемчужина (документальный)
52. 1995 — Apburtais loks (документальный)
53. 1997 — Жернова судьбы
54. 2009 — Bēgums (документальный)
55. 2010 — Наследство Рудольфа (совм. с У. Праулиньшем)
56. 2012 — Raganu mēnesis (документальный)
57. 2013 — Тётушки (совм. с Е. Костягиной и А. Комиссаровым)
58. 2018 — Хомо новус

### Роли в кино
1. 1978 — Театр — пианист
2. 1986 — Как стать звездой — пианист

### Участие в фильмах
1. 1972 — И снова Раймонд Паулс (телевизионный)
2. 1977 — Раймонд Паулс: Портрет музыканта (документальный)
3. 1980 — Мелодии Балтики (документальный)
4. 1981 — Береги этот вечный свет (документальный)
5. 1985 — Раймонд Паулс: Работа и размышления (документальный)
6. 1985 — Витражных дел мастер: Фильм-концерт на стихи А.Вознесенского
7. 1988 — Раймонд Паулс представляет Лайму Вайкуле (телевизионный)
8. 2009 — Валерий Леонтьев: Я ещё не жил (документальный)
9. 2009 — Никто не хотел забывать. Будрайтис, Банионис и другие (документальный)
10. 2010 — Раймонд Паулс: Сыграй, маэстро, жизнь свою… (документальный)
11. 2011 — Балтийский дом: Биография (документальный)
12. 2011 — Мелькает колесо жизни (документальный)
13. 2016 — «Раймонд Паулс. „Миллион алых роз“» («Первый канал», д. ф.)[22][23]
14. 2021 — «Раймонд Паулс. „Рождённые в СССР“» («Мир», телепередача)[24]

Камео
1. 1995 — Жди и помни меня (мини-сериал) (документальный)
2. 2007 — Живая легенда (сериал) (документальный)

### Публикации
- Мелодии в ритме жизни / Раймонд Вольдемарович Паулс. — М. Молодая гвардия, 1989. — 315 с.

## Награды и звания
Государственные награды СССР и Российской Федерации:
- Заслуженный деятель искусств Латвийской ССР (1967)
- Премия Ленинского комсомола Латвийской ССР (1970)
- Народный артист Латвийской ССР (1976)
- Государственная премия Латвийской ССР (1977)
- Премия Ленинского комсомола (1981) — за музыкальное творчество для молодёжи
- Народный артист СССР (28 января 1985 года)
- Орден Почёта (Россия, 6 июля 2010 года) — за большой вклад в укрепление и развитие российско-латвийских культурных связей и популяризацию русского языка в Латвии[9]

Другие награды, премии, поощрения и общественное признание:
- Приз «Золотой диск» фирмы «Мелодия»
- Почётный член Академии наук Латвии
- Лауреат Всесоюзного смотра молодых композиторов (1961)
- Большая музыкальная награда Латвии — за поэтический спектакль «Все деревья даны Богом», концерт «Время свинг» и компакт-диск «Рождество» (1994)
- Командор ордена Трёх звёзд (Латвия, 17 апреля 1995 года)[25]
- Рыцарь I класса ордена Полярной звезды (Швеция; 1997)
- Большая музыкальная награда Латвии — за жизненный вклад (2000)
- Почётная грамота Кабинета Министров Латвийской Республики (11 января 2011 года)[26]
- Крест Признания 1-й степени (Латвия; 14 октября 2008 года)[27]
- Международная премия за развитие и укрепление гуманитарных связей в странах Балтийского региона «Балтийская звезда» (Санкт-Петербург, 2008)[28] (премия учреждена в 2004 году Министерством культуры и массовых коммуникаций Российской Федерации, Союзом театральных деятелей Российской Федерации, Комитетом по культуре Санкт-Петербурга, Всемирным клубом петербуржцев и фондом «Балтийский международный фестивальный центр»[29])
- Гранд-премия «КиноВатсон» (Россия, 2008)[30]
- Награда Кабинета министров Латвии — за вклад в сохранение и совершенствование традиции Праздника песни и танца школьной молодёжи и многолетнюю работу по созданию музыкального репертуара для детей и молодёжи (2010)
- Почётный гражданин Юрмалы (2010)
- Орден Почёта (Армения, 14 октября 2013 года) — за вклад в укрепление и развитие армяно-латвийских культурных связей и большие заслуги в области мировой музыки[31][32]
- Гранд-офицер ордена Трёх звёзд (Латвия, 7 апреля 2016 года)[33][34][35]
- Почётная грамота Президента Латвии (2016)[36]
- Орден Чести (Грузия, 2017)[37]
- орден Восходящего солнца 3 степени (Япония, 2020)[38]